# Dominicus Baudius

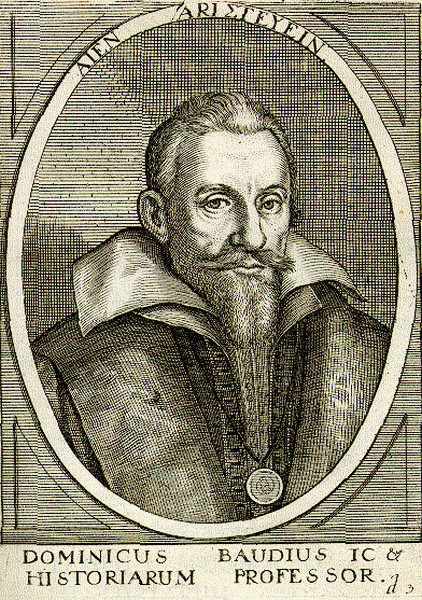
Dominicus Baudius, Porträt aus Bibliotheca chalcographica, Teil 6, Frankfurt a. M. 1669

Dominicus Baudius (auch: Dominique Baudier, Dominique Baude; * 8. April 1561 in Lille; † 22. August 1613 in Leiden) war ein niederländisch-französischer Jurist, Dichter, Gelehrter und Historiker.
Baudius studierte in Genf und Leiden. 1587 wurde er Advokat in Den Haag. Er lebte von 1591 bis 1601 in Frankreich und seit 1603 in Leiden. Baudius wurde 1606 Professor der Eloquenz und Geschichte an der Universität Leiden.

## Werke
- Moralis et civilis sapientiae monita Libris IV comprehensa (1611).
- Petrus Scriverius (ed.): Dominici Baudii Amores. Amsterdem: Elsevier, 1638.
- Deux pièces inédites de Dominique Baudier, 1603-1605 (s.d.). Lettre à Christophe de Harlay, 1er mai 1603, et poème, publiés par V. L. Saulnier.